# Bukowinka (Ukraina)
Bukowinka (ukr. Буковинка) – wieś na Ukrainie, w obwodzie lwowskim, w rejonie samborskim (wcześniej w rejonie turczańskim). Miejscowość liczy około 208 mieszkańców. Niegdyś przysiółek Komarnik.
Przed II wojną światową w granicach Polski, wchodziła w skład powiatu turczańskiego.